# Novo Aripuanã
Novo Aripuanã es un municipio del estado de Amazonas (Brasil), situado entre el río Aripuanã y el río Madeira.

## Historia
Los pueblos originarios de la región eran indígenas de la familia Mura.
Las primeras expediciones registradas portuguesas con finalidades exploratorias del río Madeira se iniciaron en 1617, acentuandose a partir de 1637. Entre esas expediciones estuvo la de Pedro Teixeira. La villa de Borba fue fundada en 1728. Desde alí, la economía da regional fue impulsada con el cultivo de tabaco y café, productos que eran exportados por Belém de Pará. Durante todo ese tiempo, el territorio que actualmente conforma el municipio a Borba.
Em 1833, Borba perdió su estatus de villa, debido a los ataques de los indígenas Mura y a la influencia de los grupos nativistas. La condición de villa fue restablecida en 1857, pero la perdiió el mismo año y Borba solo la recuperó en 1888.
El 19 de diciembre de 1955, la Lei Estadual nº 96 creó el municipio de Novo Aripuanã, desmembrado de los municipios de Borba y Manicoré y constituido por los territorios de los distritos de Foz do Aripuanã y Sumaúma, del primero, y de los subdistritos de Alvorada, Manicorezinho e Itapinima, del segundo, teniendo como cabecera municipal la hasta entonces Villa de Foz do Aripuanã, elevada a la categoría de ciudad.
En 1981, por la Enmienda Constitucional n.º 12, parte del territorio de Novo Aripuanã pasó al nuevo municipio de Apuí.
Además de la cabecera municipal, actualmente forman parte del municipio las comunidades de Amorín, Nova Olinda, Santa María, São Miguel y Tucunaré.
En Novo Aripuanã se realiza cada última semana de julio el festival folclórico FestLendas, durante el cual se presentan danzas regionales y se programan diferentes eventos culturales.  Del 25 al 27 de septiembre se lleva a cabo el Festival de Música de Novo Aripuanã.

## Conservación de la Amazonia
En Novo Aripunã se encuentra la totalidad de la Reserva de Desarrollo Sustentable Juma de 589.611 ha, creada en 2006 para apoyar la extracción sostenible de recursos forestales por parte de la población tradicional. Está en el municipio el 8% del Mosaico de Apuí, un conjunto de unidades de conservación de 2.467.244 ha. Posee todas las 83.381 ha del Bosque Estatal de Manicoré, unidad de conservación de uso sostenible creada en 2005. Contiene el 39% de la reserva de desarrollo sostenible río Madeira de 283.117 ha, creada en 2006. Posee 67% del parque nacional Campos Amazónicos, una área protegida de 961.318 ha creada en 2006, que protege un inusual enclave de vegetación de cerrado en la selva amazónica. Contiene el Parque Estatal Guariba de 72.296 hectáreas, creado en 2005. Posee además, el 28% de la Reserva Extractiva de Guariba de 150.465 ha, también creada en 2005.
El municipio contiene alrededor del 45% de la Reserva Biológica Manicoré de 359.138 ha, creada por decreto en mayo de 2016 [10]. También el 29% de las 896.411 hectáreas del Parque Nacional Acari, y alrededor del 74% de los 751,302 ha del Bosque Nacional de Aripuanã, también creados en esa fecha.

## Territorio indígena
El 20 de abril de 2017, fue homologada la Tierra Indígena Setemã, de 49.773 ha, poblada por los indios Mura y ubicada en los municipios de Borba y Novo Aripunã.

## Economía
La actividad económica del municipio tiene como eje la recolección productos forestales como la nuez de Brasil, el copaíba o palo de aceite y el caucho; la agricultura, con los cultivos de banano, yuca, maíz, papaya, naranja, maracuyá, piña, cacao, café, tabaco, caña de azúcar, arroz y fríjol; la extracción de madera; así como la ganadería bovina, la porcicultura, la avicultura y la pesca. Existen 112 empresas registradas.